# Zélia Avezou
Zélia Avezou (Igny, 10 de abril de 2004) es una deportista francesa que compite en escalada. Es hija de la escaladora Cécile Avezou. Su hermano, Sam Avezou, compite en el mismo deporte.
En los Juegos Europeos de Cracovia 2023 consiguió dos medallas, oro en bloques y plata en dificultad. Ganó una medalla de bronce en el Campeonato Europeo de Escalada de 2024, en la prueba combinada.

## Palmarés internacional
| Juegos Europeos    | Juegos Europeos  | Juegos Europeos   | Juegos Europeos |
| Año                | Lugar            | Medalla           | Prueba          |
| ------------------ | ---------------- | ----------------- | --------------- |
| 2023               | Tarnów (Polonia) | Medalla de oro    | Bloques         |
| 2023               | Tarnów (Polonia) | Medalla de plata  | Dificultad      |
| Campeonato Europeo |                  |                   |                 |
| Año                | Lugar            | Medalla           | Prueba          |
| 2024               | Villars (Suiza)  | Medalla de bronce | Combinada       |